# Нікколо Паганіні
Нікколó Паганíні, також Ніколо Паганіні (італ. Niccolò Paganini; 27 жовтня 1782, Генуя — 27 травня 1840, Ніцца) — італійський скрипаль-віртуоз, композитор і гітарист.
Одна з найяскравіших особистостей музичної історії XVIII–XIX століть.

## Біографія
Народився 27 жовтня 1782 року в Генуї. Одинадцятирічним хлопчиком Паганіні вперше виступив прилюдно в Генуї. У 1797 році, після короткого періоду занять у місті Пармі з А. Роллою, зробив своє перше концертне турне Ломбардією. Своєрідність манери гри, ні з чим не порівнянна легкість володіння інструментом незабаром принесли йому популярність на теренах усієї Італії. Від 1828 до 1834 років він дав сотні концертів у найбільших містах Європи, заявивши про себе як про найдивовижнішого віртуоза цілої епохи. Паганіні грав у Німеччині, Франції, Австрії, Англії. У Німеччині, зокрема, купив собі титул барона, яким там торгували кілька десятиліть.

## Два останні роки життя
Творчий шлях Паганіні був раптово перерваний у 1838 році — причинами тому було підірване здоров'я музиканта, яке надзвичайно погіршилося, і ряд публічних скандалів, що виникли навколо його постаті. Два останні роки життя Паганіні були надзвичайно важкими. Він мав хворі суглоби, кишки, горло. Сильно дошкуляли сухоти, що зруйнували голосові зв'язки і у Паганіні зовсім зник голос. Він міг вести діалог лише з допомогою сина, що перекладав батьківській шепіт.
Помер маестро в Ніцці 27 травня 1840 року.

## Заборона на поховання
Неприємності не оминали віртуоза як за життя, так і після смерті. Він і сам напустив багато туману навколо своєї особи, що спричинило появу чуток про зв'язок із чортом і нечистою силою. Після смерті Паганіні єпископ Ніцци, де лікувався музикант, заборонив правити заупокійну месу. Труп забальзамували і кілька разів перевозили в різні схованки. Лише наприкінці ХІХ століття папа римський скасував суворе рішення єпископа Ніцци і тіло було поховане в Пармі.

## Скупість Паганіні
Сучасники знали його як надзвичайно скупу особу. Гастролер мав чималі гонорари. Наприкінці життя за Паганіні числився великий рахунок у банку Ротшильда.
Але часом Паганіні, який досяг фінансового успіху, дозволяв собі широкі жести. Після концерту композитора Берліоза в Парижі у 1838 році розчулений Паганіні дав наказ своєму банкіру видати Берліозу 20 000 франків на утримання. Адже всім було відомо, як бідував Берліоз.

## Дивовижна колекція скрипок Паганіні
Віртуоз добре знався на музичних інструментах. Він мав колекцію скрипок стародавніх майстрів Італії, серед яких були витвори Аматі, Гварнері, Антоніо Страдіварі, Карло Бергонці. Окремо виділяв Паганіні скрипку роботи Гварнері, яку за заповітом отримало рідне місто музиканта — Генуя. Уславлений інструмент хтось влучно назвав «Удова Паганіні». За заповітом музиканта «Удову Паганіні» передано у власність міста Генуї.

## Впливи Паганіні
Усе скрипкове мистецтво наступних епох розвивалося під впливом стилю Паганіні — вживання флажолетів, піцикато, подвійних нот і різних акомпанувальних фігурацій. Його власні твори насичені дуже важкими пасажами, за якими можна судити про багатство технічних прийомів Паганіні. Деякі з цих композицій становлять лише історичний інтерес, але інші — наприклад, Перший концерт ре мажор, Другий концерт сі-мінор і 24 каприси — посідають почесне місце в репертуарі виконавців сьогодення.

## Галерея портретів Паганіні

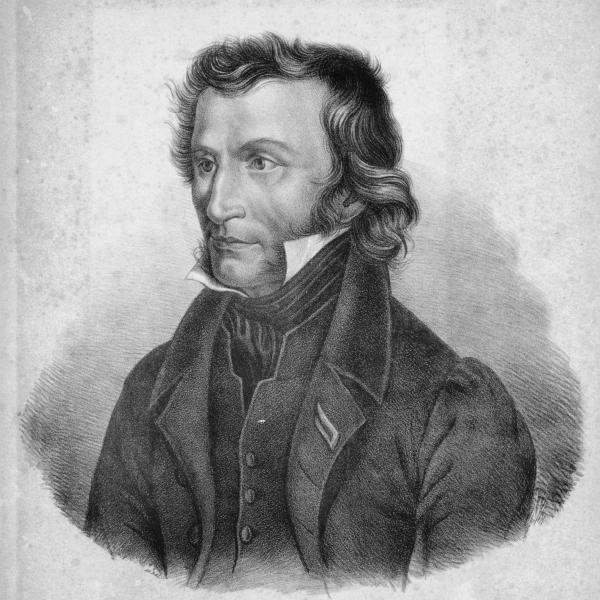
Портрет-гравюра Нікколо Паганіні
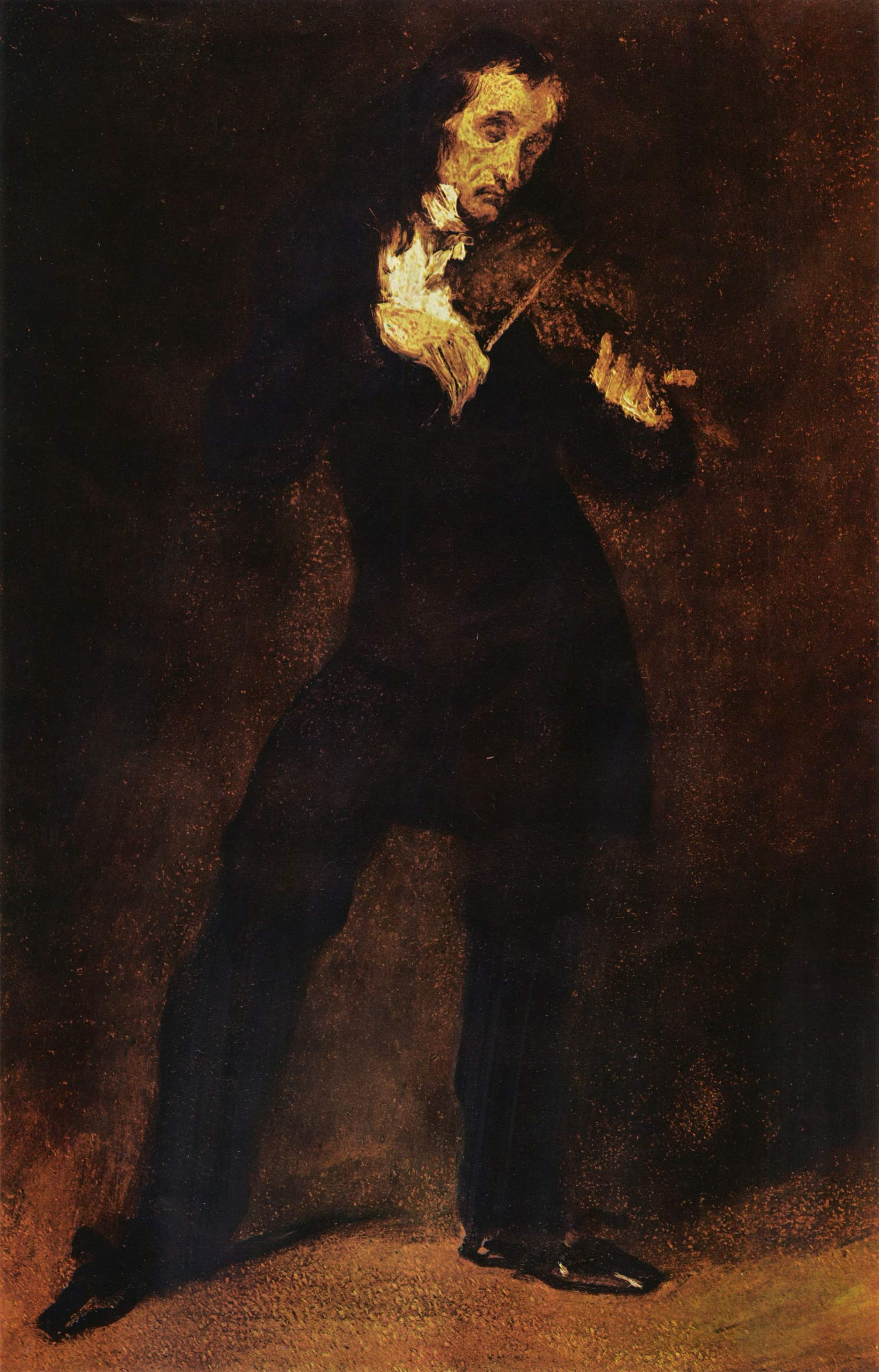
Худ. Е. Делакруа, портрет Паганіні, Вашингтон, збірка Філіпс

## Творчий доробок
| - 24 каприси, для скрипки соло, Op. 1 - №1, мі мажор (arpeggio) - №2, сі мінор - №3, мі мінор - №4, до мінор - №5, ля мінор - №6, соль мінор (Трелі) - №7, ля мінор - №8, мі-бемоль мажор - №9, мі мажор (Полювання) - №10, соль мінор - №11, до мажор - №12, ля-бемоль мажор - №13, сі-бемоль мажор - №14, мі-бемоль мажор - №15, мі мінор - №16, соль мінор - №17, мі-бемоль мажор - №18, до мажор - №19, мі-бемоль мажор - №20, ре мажор - №21, ля мажор - №22, фа мажор - №23, мі-бемоль мажор - №24 (Тема з варіаціями) - Скрипковий концерт №1, ре мажор, Op. 6 (1817) - Скрипковий концерт №2, сі мінор, Op. 7 (1826) (La Campanella, дзвіночок) - Скрипковий концерт №3, мі мажор (1830) - Скрипковий концерт №4, ре мінор (1830) - Скрипковий концерт №5, ля мінор (1830) - Скрипковий концерт №6, мі мінор (1815?). - 12 сонат для скрипки і гітари, Op. 2 і 3 - Op. 2, №1, ля мажор - Op. 2, №2, до мажор - Op. 2, №3, ре мінор - Op. 2, №4, ля мажор - Op. 2, №5, ре мажор - Op. 2, №6, ля мінор - Op. 3, №1, ля мажор - Op. 3, №2, соль мажор - Op. 3, №3, ре мажор - Op. 3, №4, ля мінор - Op. 3, №5, ля мажор - Op. 3, №6, мі мінор | - 12 струнних квартетів, Оp. 4 - №1, ля мінор - №2, до мажор - №3, ля мажор - №4, ре мажор - №5, до мажор - №6, ре мажор - №7, мі мажор - №8, ля мажор - №9, ре мажор - №10, ля мажор - №11, сі мажор - №12, ля мінор - №13, фа мінор - №14 - №15, ля мажор - 18 Centone di Sonate, для скрипки і гітари - Перекладення - Інтродукція, тема і варіації 'La bella molinara' (Nel cor più non mi sento) Дж. Паїзієлло - Інтродукція та варіації на тему Cenerentola (Non più mesta) Дж. Россіні - Інтродукція та варіації на тему Moses (Dal tuo stellato soglio) Дж. Россіні - Інтродукція та варіації на тему Tancredi (Di tanti palpiti) Дж. Россіні - Maestoso sonata sentimentale (Варіації на тему австрійського національного гімну) - Variations на тему God Save the King - Окремі твори - I Palpiti - Perpetuela (Sonata Movimento Perpetuo) - La Primavera - Theme from «Witches' Dance» - Соната з варіаціями (Sonata Militaire) - Napoleon Sonata - Варіації Le Streghe - Cantabile, ре мажор - Moto Perpetuo, до мажор - Romanze, ля мінор - Tarantella, ля мінор - Gri sonata для скрипки і гітари,, ля мажор - Соната для альта, до мінор - Соната для скрипки соло |

## Образ у літературі
Дитячі роки Нікколо описані в книзі «Ірина Хомин про Карла Гаусса, Астрід Ліндгрен, Нікколо Паганіні, Каміллу Клодель, Ван Гога, Соломію Крушельницьку» / І. Хомин. — Київ : Грані-Т, 2008. — 135 с. — (Серія «Життя видатних дітей»). — ISBN 978-966-2923-77-3. — ISBN 978-966-465-165-0
Життю та творчості Нікколо Паганіні присвячена книга радянського історичного романіста та письменника-біографа А. К. Виноградова «Засудження Паганіні» (рос. Анатолий Виноградов «Осуждение Паганини»), видана 1936 року.
Легенді про угоду Паганіні з дияволом присвятив свою новелу «Скрипка Паганіні» Олександр Купрін.

## Вшанування пам'яті
У місті Кривому Розі є вулиця Паганіні.
У місті Дніпрі є провулок Паганіні.